# 飯原誉士
飯原 誉士（いいはら やすし、1983年4月26日 - ）は、栃木県小山市出身の元プロ野球選手（外野手、内野手）・コーチ。右投右打。
愛称は、メッシ（苗字の「飯原」に使われている「飯」の読み方からの連想）、ジゲン、ボンクラ、ヤス、やっし〜（東京ヤクルトスワローズ時代にチームマスコットのつば九郎が命名）。

## 来歴・人物

### プロ入り前
小学校1年生で野球を始める。中学校は市立桑中学校で全国大会3位、野球部の2学年後輩にプロでもチームメイトとなる成瀬善久がいた。高校は県立小山高校、大学は白鷗大学と、アマチュア時代は全て地元の栃木県小山市で過ごしている。元々は投手で、高校時代は2、3年の夏ベスト4と県下随一の投手として鳴らした。プロのスカウトも注目するほどの逸材であったが、肩の怪我のため、大学時代に外野手へ転向する。俊足好打の外野手として活躍し、3年秋には個人1試合最多13塁打、5本塁打の当時リーグ新記録を樹立最多打点2回、最多盗塁1回、外野と遊撃でベストナインを4度獲得した。野球に対する視野を広げるため、一球に対する集中力を高めるためと、3年時には遊撃手を務めた。4年時に出場した全日本大学野球選手権大会では東北福祉大学の福田聡志から2本塁打を放った。
2005年のNPB大学・社会人ドラフト会議で、ヤクルトスワローズに5巡目で指名。契約金3500万円、年俸1200万円（金額は推定）という条件で、外野手として入団した。入団当初の背番号は46。栃木県内の大学からNPB入りを果たした選手は、飯原が初めてであった。

### ヤクルト時代

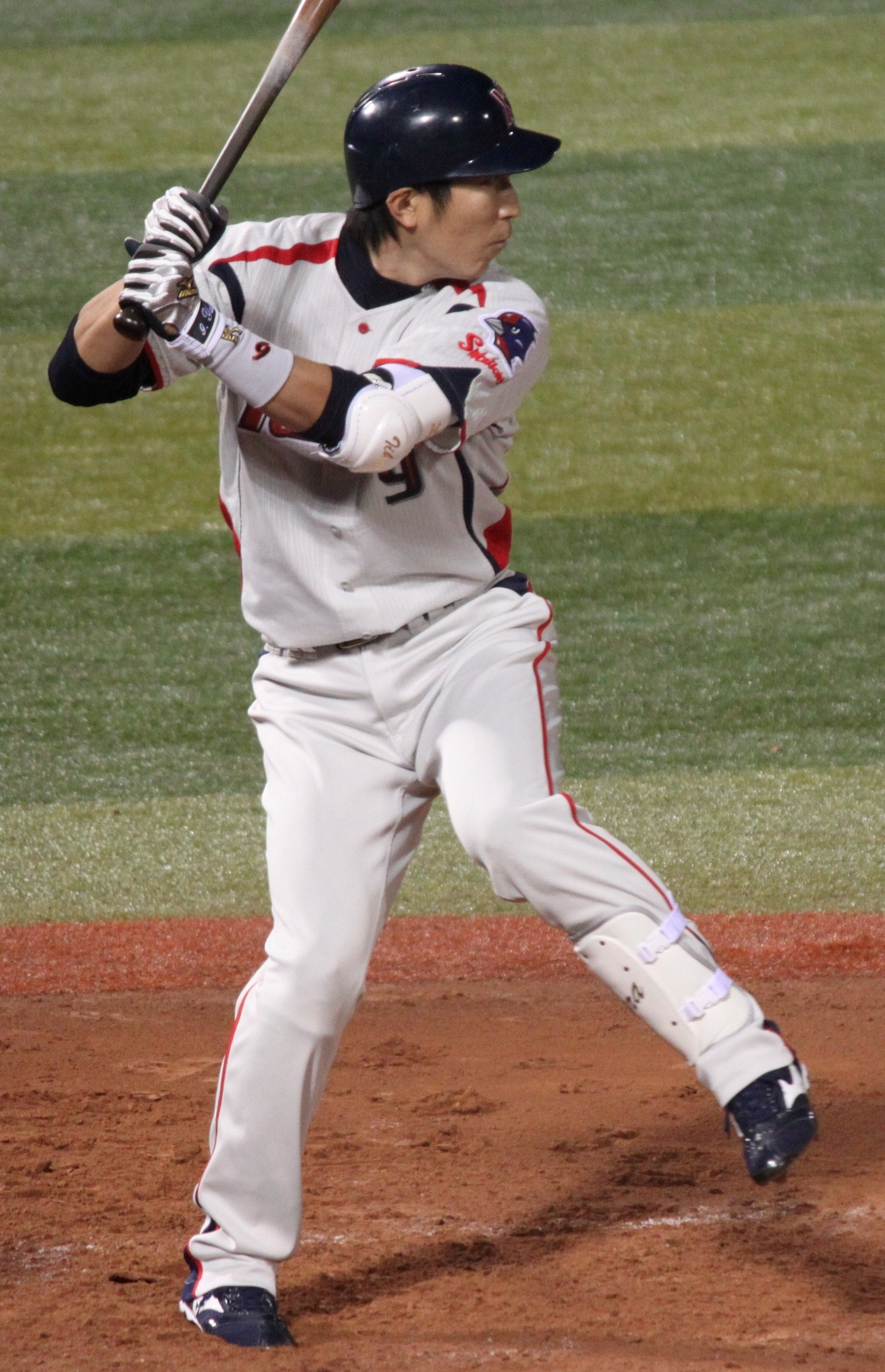
飯原のバッティングフォーム
（2011年10月15日、横浜スタジアム）

2006年の春季キャンプは一軍でスタートしたが、当初の注目度はさほど高くなく、オープン戦も当初は代走や守備固めでの起用であった。しかし打撃面で最後まで4割超の打率を維持する好調を示し、ルーキーながら開幕一軍が決めると、3月31日の対阪神タイガース戦で、9回に左翼の守備固めとしてプロ初出場を果たした。4月22日の対横浜ベイスターズ戦では、7番・右翼手として初のスタメン出場を果たし、初安打、初盗塁を記録すると、翌23日には3安打で初の猛打賞を記録した。7月20日のフレッシュオールスターゲームにて、4安打3得点1盗塁の活躍を見せ、チームでは青木宣親以来のMVPを獲得した。一軍には定着しきれなかったが、最終的に28試合に出場して打率.324と活躍した。二軍では打率.274、5本塁打、12盗塁の成績を残している。オフには監督の古田敦也の方針から大学時代以来となる遊撃手に挑戦した。ハワイ・ウィンターリーグには遊撃手登録で派遣され、リーグ最多の5本塁打と打撃の結果も残した。
2007年は外野手として登録されていたが、岩村明憲のメジャー移籍で空いた三塁手を宮出隆自、畠山和洋らと争った。春季キャンプでは、宮本慎也の故障もあって遊撃手を任せられると、経験は浅いものの堅実なプレーを見せ、監督の古田からは「キャンプ最大の収穫」と評価された。シーズンでは主に三塁手として起用されたが、強い打球が飛んできた場合に失策が多く、リーグ最多の18失策と守備が安定しなかった。三塁手118試合、遊撃手11試合、外野手11試合、二塁手1試合と、内外野さまざまなポジションを守った。打撃面ではシーズン当初は思い切りの良さを見せ、8本塁打と結果を出したが、相手からのマークもきつくなると徐々に成績が後退した。最終的に打率.246、83三振と、「飯原はもっと打てる」と起用し続けた古田の期待には応えきれなかったが、初の規定打席に到達した。また、出塁した際はスピード感のあるプレーを見せ、青木を上回りチーム最多の23盗塁を決めている。オフには「指定強化選手」に指名され、外野への再コンバートが行われた。また俊足を生かすためのスイッチヒッター転向も検討されていた。
2008年は長らく左翼手を務めていたアレックス・ラミレスの移籍で7番・左翼手として開幕。5月から一気に調子を落とし、福地寿樹にレギュラーの座を奪われる。その後は不振に陥りレギュラー落ちしたアーロン・ガイエルの代わりにライトに回った福地の代わりのレフトとして川島慶三や武内晋一と併用されていたが、6月後半から息を吹き返して7番に復帰。失速せずに調子を上げたことが認められ、青木宣親が五輪で離脱中は3番に抜擢される。長打も打てる存在として青木の復帰後は5番に定着した。最終的に2年連続で規定打席に到達し、打率.291、9本塁打、62打点の成績を残した。
2009年はガイエルの復活もあり、スタメンの時は対左投手の場合が多く、出場機会が減少した。終盤は故障で離脱するなど最終的に94試合の出場に留まり、打率.250に終わった。
2010年はガイエル・福地らの不調もあり、再びレギュラーに定着。リーグトップの19死球と厳しい攻めにあうものの自己最高の15本塁打を記録した。一方で、チャンスの打席で凡退する場面が多く、例年高い数字を残していた得点圏打率がリーグワーストの.212に低迷。また、盗塁失敗も増え8盗塁に留まった。
2011年は打撃不振に陥り、一軍昇格と二軍降格を何度も繰り返していたが、調子が上向くことはなく、自己最低の成績でシーズンを終えた。なおCSファイナルステージ第2戦では本塁打を打ちチームの勝利に貢献した。
2012年も開幕から思ったような結果が残せず、前年に引き続き打率1割台に落ちた。
2013年も開幕から21打席ノーヒットを記録するなど、4月末に二軍落ち。その後5月25日に復帰後の試合で3打席目に今シーズン初ヒットを放ち調子を取り戻す。8月に一時調子を下げたものの、9月に調子を上げ、川端慎吾、松元ユウイチと並んで9月10月の月間MVP候補に挙げられる活躍を見せた。
2014年は前年よりも多い96試合に出場した。規定打席に到達しなかったが打率.306を記録した。
2015年はプロ入り後最低の18試合に終わった。
2016年は主に代打での出場で63試合に出場した。打率は低かったが出塁率が3割を超えた。
2017年には、一軍公式戦への出場が17試合にとどまった。10月3日に球団から戦力外通告を受けたが、NPB他球団での現役続行を希望。12球団合同トライアウトへ参加せずに、他球団からの獲得のオファーを待つ姿勢を示していた。

### BCリーグ・栃木時代
2018年1月9日に、BCリーグの栃木ゴールデンブレーブスが、飯原の入団を発表した。コーチ兼任扱いで、背番号はヤクルト時代（2008年から）と同じ9。
試合出場数は年々減少。2020年は出場試合数が1桁にとどまりながらも、9月13日、新加入の川﨑宗則や復帰の西岡剛が初出場した試合には先の2名、先発の成瀬善久とともにスタメン出場。元NPB戦士4名が出場したことで「豪華スタメン」と注目された。しかし、同月17日には選手登録が抹消された。
2021年も引き続き栃木の選手兼任ヘッドコーチを務める傍ら、栃木球団運営のエイジェックが4月に開校する「NPB養成専門アカデミー」の技術指導講師も務める。4月1日から怪我のため練習生契約となっていたが、6月18日選手契約となった。6月26日の試合に代打で出場した後、翌6月27日に再び練習生契約となりそのままシーズンが終了したため、この年の出場は1試合に留まった。
2022年は、リーグ戦開幕の時点で役職名が野手総合コーチとなり、選手兼任からコーチ専任登録になっていた。怪我のため練習生契約に切り替わる選手が相次いだことから、5月18日に球団から選手契約が発表された。なお、4月に受けた取材では、「（球団には）『50まで現役でやれ』と言われており、50歳までやるつもりでいる。現役引退はしていない。（枠の関係で）選手登録はしていないが、いつでも戻る気ではいる」と述べていた。その後は2試合に出場、2打席で2安打2打点だった。8月2日、若手選手と入れ替わる形で自由契約が発表され選手登録抹消、コーチ専任に戻った。
2023年もコーチ専任登録からスタート、役職名はチーフ総合コーチになった。6月5日に球団より選手契約が発表され、選手兼任登録になったが、出場機会がないまま6月20日付にてコーチ専任に戻った。
2024年2月13日、球団からチーフ総合コーチ退任とチームディレクター就任が発表された。今後は、チームの編成や遠征に帯同しない選手の指導を行うことになり、第一線からは身を引く形となる。

## 選手としての特徴
俊足を生かした守備と走塁、パンチ力を秘めた打撃が魅力。

## 詳細情報

### 年度別打撃成績
| 年 度     | 球 団     | 試 合 | 打 席 | 打 数 | 得 点 | 安 打 | 二 塁 打 | 三 塁 打 | 本 塁 打 | 塁 打 | 打 点 | 盗 塁 | 盗 塁 死 | 犠 打 | 犠 飛 | 四 球 | 敬 遠 | 死 球 | 三 振 | 併 殺 打 | 打 率 | 出 塁 率 | 長 打 率 | O P S |
| --------- | --------- | ----- | ----- | ----- | ----- | ----- | -------- | -------- | -------- | ----- | ----- | ----- | -------- | ----- | ----- | ----- | ----- | ----- | ----- | -------- | ----- | -------- | -------- | ----- |
| 2006      | ヤクルト  | 28    | 40    | 37    | 4     | 12    | 0        | 0        | 0        | 12    | 3     | 2     | 1        | 0     | 0     | 1     | 0     | 2     | 9     | 0        | .324  | .375     | .324     | .699  |
| 2007      | ヤクルト  | 136   | 467   | 418   | 56    | 103   | 19       | 4        | 8        | 154   | 32    | 23    | 4        | 21    | 2     | 18    | 0     | 8     | 83    | 9        | .246  | .289     | .368     | .658  |
| 2008      | ヤクルト  | 135   | 469   | 412   | 64    | 120   | 18       | 7        | 9        | 179   | 62    | 28    | 9        | 10    | 6     | 29    | 1     | 12    | 60    | 8        | .291  | .351     | .434     | .785  |
| 2009      | ヤクルト  | 94    | 198   | 180   | 26    | 45    | 8        | 0        | 6        | 71    | 23    | 11    | 2        | 1     | 0     | 10    | 1     | 7     | 40    | 6        | .250  | .315     | .394     | .709  |
| 2010      | ヤクルト  | 130   | 492   | 430   | 62    | 116   | 20       | 3        | 15       | 187   | 48    | 8     | 8        | 5     | 2     | 36    | 0     | 19    | 74    | 10       | .270  | .351     | .435     | .786  |
| 2011      | ヤクルト  | 64    | 122   | 103   | 6     | 13    | 4        | 0        | 0        | 17    | 8     | 0     | 0        | 4     | 1     | 14    | 1     | 0     | 20    | 7        | .126  | .229     | .165     | .394  |
| 2012      | ヤクルト  | 50    | 103   | 93    | 6     | 15    | 4        | 0        | 1        | 22    | 6     | 1     | 0        | 2     | 1     | 7     | 0     | 0     | 13    | 5        | .161  | .218     | .237     | .454  |
| 2013      | ヤクルト  | 70    | 193   | 168   | 24    | 46    | 8        | 2        | 3        | 67    | 23    | 2     | 2        | 4     | 0     | 21    | 0     | 0     | 25    | 6        | .274  | .354     | .399     | .753  |
| 2014      | ヤクルト  | 96    | 244   | 222   | 26    | 68    | 12       | 1        | 4        | 94    | 29    | 1     | 1        | 4     | 3     | 14    | 0     | 1     | 29    | 4        | .306  | .346     | .423     | .769  |
| 2015      | ヤクルト  | 18    | 34    | 32    | 2     | 7     | 1        | 0        | 0        | 8     | 3     | 0     | 0        | 0     | 1     | 1     | 0     | 0     | 9     | 1        | .219  | .235     | .250     | .485  |
| 2016      | ヤクルト  | 63    | 77    | 67    | 11    | 15    | 3        | 0        | 3        | 27    | 9     | 0     | 0        | 1     | 0     | 8     | 0     | 1     | 19    | 2        | .224  | .316     | .403     | .719  |
| 2017      | ヤクルト  | 17    | 18    | 16    | 2     | 3     | 0        | 0        | 0        | 3     | 0     | 0     | 0        | 0     | 0     | 2     | 0     | 0     | 2     | 0        | .188  | .278     | .188     | .465  |
| NPB：12年 | NPB：12年 | 901   | 2457  | 2178  | 289   | 563   | 97       | 17       | 49       | 841   | 246   | 76    | 27       | 52    | 16    | 161   | 3     | 50    | 383   | 58       | .258  | .322     | .386     | .708  |

- 2018年度シーズン終了時
- 各年度の太字はリーグ最高

### 年度別守備成績
| 年 度 | 二塁  | 二塁  | 二塁  | 二塁  | 二塁  | 二塁     | 三塁  | 三塁  | 三塁  | 三塁  | 三塁  | 三塁     | 遊撃  | 遊撃  | 遊撃  | 遊撃  | 遊撃  | 遊撃     | 外野  | 外野  | 外野  | 外野  | 外野  | 外野     |
| 年 度 | 試 合 | 刺 殺 | 補 殺 | 失 策 | 併 殺 | 守 備 率 | 試 合 | 刺 殺 | 補 殺 | 失 策 | 併 殺 | 守 備 率 | 試 合 | 刺 殺 | 補 殺 | 失 策 | 併 殺 | 守 備 率 | 試 合 | 刺 殺 | 補 殺 | 失 策 | 併 殺 | 守 備 率 |
| ----- | ----- | ----- | ----- | ----- | ----- | -------- | ----- | ----- | ----- | ----- | ----- | -------- | ----- | ----- | ----- | ----- | ----- | -------- | ----- | ----- | ----- | ----- | ----- | -------- |
| 2006  | -     | -     | -     | -     | -     | -        | -     | -     | -     | -     | -     | -        | -     | -     | -     | -     | -     | -        | 24    | 24    | 1     | 0     | 0     | 1.000    |
| 2007  | 1     | 1     | 2     | 0     | 0     | 1.000    | 118   | 71    | 197   | 18    | 11    | .937     | 11    | 7     | 12    | 0     | 2     | 1.000    | 11    | 1     | 0     | 0     | 0     | 1.000    |
| 2008  | -     | -     | -     | -     | -     | -        | 5     | 4     | 4     | 1     | 0     | .889     | -     | -     | -     | -     | -     | -        | 114   | 184   | 6     | 1     | 0     | .995     |
| 2009  | -     | -     | -     | -     | -     | -        | -     | -     | -     | -     | -     | -        | -     | -     | -     | -     | -     | -        | 66    | 67    | 1     | 1     | 0     | .986     |
| 2010  | -     | -     | -     | -     | -     | -        | -     | -     | -     | -     | -     | -        | -     | -     | -     | -     | -     | -        | 125   | 196   | 6     | 2     | 2     | .990     |
| 2011  | -     | -     | -     | -     | -     | -        | -     | -     | -     | -     | -     | -        | -     | -     | -     | -     | -     | -        | 51    | 49    | 1     | 0     | 0     | 1.000    |
| 2012  | -     | -     | -     | -     | -     | -        | -     | -     | -     | -     | -     | -        | -     | -     | -     | -     | -     | -        | 34    | 37    | 0     | 0     | 0     | 1.000    |
| 2013  | -     | -     | -     | -     | -     | -        | -     | -     | -     | -     | -     | -        | -     | -     | -     | -     | -     | -        | 53    | 91    | 1     | 0     | 0     | 1.000    |
| 2014  | -     | -     | -     | -     | -     | -        | -     | -     | -     | -     | -     | -        | -     | -     | -     | -     | -     | -        | 68    | 102   | 2     | 1     | 1     | .990     |
| 2015  | -     | -     | -     | -     | -     | -        | -     | -     | -     | -     | -     | -        | -     | -     | -     | -     | -     | -        | 10    | 20    | 1     | 0     | 1     | 1.000    |
| 2016  | -     | -     | -     | -     | -     | -        | -     | -     | -     | -     | -     | -        | -     | -     | -     | -     | -     | -        | 11    | 13    | 0     | 0     | 0     | 1.000    |
| 2017  | -     | -     | -     | -     | -     | -        | -     | -     | -     | -     | -     | -        | -     | -     | -     | -     | -     | -        | 2     | 1     | 0     | 0     | 0     | 1.000    |
| 通算  | 1     | 1     | 2     | 0     | 0     | 1.000    | 123   | 75    | 201   | 19    | 11    | .936     | 11    | 7     | 12    | 0     | 2     | 1.000    | 569   | 785   | 17    | 5     | 4     | .994     |

- 2018年度シーズン終了時
- 各年度の太字はリーグ最高

### 表彰
- フレッシュオールスターゲームMVP（2006年）

### 記録
- 初出場：2006年3月31日、対阪神タイガース1回戦（明治神宮野球場）、9回表にアレックス・ラミレスに代わり左翼手で出場
- 初先発出場：2006年4月22日、対横浜ベイスターズ4回戦（明治神宮野球場）、7番・右翼手で先発出場
- 初打席：同上、1回裏に土肥義弘から死球
- 初安打：同上、5回裏にショーン・ソニアから中前安打
- 初盗塁：同上、5回裏に二盗（投手：ショーン・ソニア、捕手：相川亮二）
- 初打点：2006年4月23日、対横浜ベイスターズ5回戦（明治神宮野球場）、4回裏に吉見祐治から左前適時打
- 初本塁打：2007年4月5日、対阪神タイガース2回戦（明治神宮野球場）、4回裏にライアン・ボーグルソンから右越ソロ

### 独立リーグでの打撃成績
| 年 度     | 球 団     | 試 合 | 打 数 | 得 点 | 安 打 | 二 塁 打 | 三 塁 打 | 本 塁 打 | 塁 打 | 打 点 | 三 振 | 四 球 | 死 球 | 犠 打 | 犠 飛 | 盗 塁 | 失 策 | 併 殺 打 | 打 率 | 出 塁 率 | 長 打 率 | O P S |
| --------- | --------- | ----- | ----- | ----- | ----- | -------- | -------- | -------- | ----- | ----- | ----- | ----- | ----- | ----- | ----- | ----- | ----- | -------- | ----- | -------- | -------- | ----- |
| 2018      | 栃木      | 50    | 165   | 39    | 51    | 9        | 1        | 5        | 77    | 33    | 16    | 24    | 4     | 0     | 1     | 5     | 2     | 6        | .309  | .407     | .467     | .874  |
| 2019      | 栃木      | 38    | 100   | 19    | 36    | 7        | 0        | 6        | 61    | 24    | 9     | 24    | 1     | 0     | 1     | 0     | 0     | 1        | .360  | .484     | .610     | 1.094 |
| 2020      | 栃木      | 4     | 6     | 0     | 0     | 0        | 0        | 0        | 0     | 0     | 0     | 0     | 0     | 0     | 0     | 0     | 0     | 0        | .000  | .000     | .000     | .000  |
| 2021      | 栃木      | 1     | 1     | 0     | 0     | 0        | 0        | 0        | 0     | 0     | 0     | 0     | 0     | 0     | 0     | 0     | 0     | 0        | .000  | .000     | .000     | .000  |
| 2022      | 栃木      | 2     | 2     | 0     | 2     | 0        | 0        | 0        | 2     | 2     | 0     | 0     | 0     | 0     | 0     | 0     | 0     | 0        | 1.000 | 1.000    | 1.000    | 2.000 |
| 通算：5年 | 通算：5年 | 95    | 274   | 58    | 89    | 16       | 1        | 11       | 140   | 59    | 25    | 48    | 5     | 0     | 2     | 5     | 2     | 7        | .325  | .434     | .511     | 0.945 |

- 2022年度シーズン終了時　※2023年シーズンは試合出場なし

### 背番号
- 46（2006年 - 2007年）
- 9（2008年 - 2023年）

### 登場曲
- AGGRESSIVE - BoA

## 関連情報

### 出演
テレビ番組
- 最強の男は誰だ!壮絶筋肉バトル!!スポーツマンNo.1決定戦　TBS系　2008年1月1日放送